# Francena McCorory
Francena Lynette McCorory, ameriška atletinja, * 20. oktober 1989, Hampton, Virginija, ZDA.
Nastopila je na poletnih olimpijskih igrah v letih 2012 in 2016, obakrat je osvojila naslov olimpijske prvakinje v štafeti 4×400 m, leta 2012 pa še sedmo mesto v teku na 400 m. Na svetovnih prvenstvih je osvojila dve zlati in srebrno medaljo v štafeti 4x400 m ter bronasto v teku na 400 m, na svetovnih dvoranskih prvenstvih pa leta 2014 zlato medaljo v obeh disciplinah.